# Sabellus
Sabellus (lebte vermutlich in der ersten Hälfte des 1. Jahrhunderts n. Chr.) war ein römischer Autor. Er war ein Zeitgenosse des Martial und wird in dessen Schriften (ep. 13, 43) als Verfasser eines damals anscheinend populären Lehrbuchs der Liebe in Versform erwähnt. Danach beschrieb Sabellus in seinen Werken völlig neue und ausschweifende Sexualstellungen, wie sie nicht einmal von Elephantis beschrieben worden seien. Zu seinen völlig neuen Figurae Veneris sollen Symplegmata, Stellungen von gleichzeitig fünf Personen, und Catenae, Stellungen mit noch mehr Personen gehört haben.
Ferner erwähnt ihn Martial ep. 9,19 als Verfasser eines Lobgedichtes auf die Bäder des Ponticus.

## Quelle
- Bilderlexikon der Erotik. Wien 1928–1930

| Personendaten    | Personendaten                              |
| ---------------- | ------------------------------------------ |
| NAME             | Sabellus                                   |
| KURZBESCHREIBUNG | römischer Autor                            |
| GEBURTSDATUM     | 1. Jahrhundert v. Chr. oder 1. Jahrhundert |
| STERBEDATUM      | 1. Jahrhundert oder 2. Jahrhundert         |